# Attala
Attala là một thị trấn thuộc hạt Tolna, Hungary. Thị trấn này có diện tích 20,64 km², dân số năm 2010 là 869 người, mật độ 42 người/km².